# Ornäs
Ornäs is een plaats in de gemeente Borlänge in het landschap Dalarna en de provincie Dalarnas län in Zweden. De plaats heeft 1094 inwoners (2005) en een oppervlakte van 95 hectare. De plaats ligt ongeveer tussen de steden Borlänge en Falun, dit zijn de twee belangrijkste plaatsen van Dalarna, de plaats ligt acht kilometer van Borlänge en twaalf kilometer van Falun.

## Verkeer en vervoer
Bij de plaats loopt de E16/Riksväg 50.
De plaats ligt aan het meer Ösjön en heeft een haven aan dit meer. De spoorweg Bergslagsbanan loopt recht door de plaats.